# Dračevica (Nerežišća)
Dračevica falu Horvátországban, Split-Dalmácia megyében. Közigazgatásilag Nerežišćához tartozik.

## Fekvése
Splittől légvonalban 20 km-re délkeletre, a supetari kompkikötőtől  légvonalban 5, közúton 11 km-re délre, községközpontjától 4 km-re nyugatra, a Brač-sziget északnyugati részén, a Nerežišćáról Milnára menő út mellett fekszik.

## Története
Területe már a történelem előtti időben is lakott volt. A Nerežišća felé vezető út mellett szárazon rakott fallal megerősített ókori, feltehetően illír halomsír található. A Blaca kolostorhoz vezető régi út mellett, a Szent Tudor templomtól északkeletre római épületmaradványok láthatók. A települést a török hódítás elől Poljicáról bevándorolt családok alapították a 16. században. Az első letelepedők a Šimunović és Žuvić családok voltak. Letelepedésük helye eredetileg a mai falutól mintegy 3 km-re nyugatra volt, de nem sokkal ezután áttelepültek a mai Dračevica területére. Első említése 1579-ben történt. Első plébániatemplomát a velencei szenátus engedélyével száz évvel később, 1674 és 1678 között építették. 1738-ban 90, 1760-ban már 130 lakos élt a településen. 1770-ben felépítették a második templomot is. A velencei uralomnak 1797-ben vége szakadt és osztrák csapatok vonultak be Dalmáciába. 1806-ban a sziget az osztrákokat legyőző franciák uralma alá került, de Napóleon lipcsei veresége után újra az osztrákoké lett. A lakosság hagyományos megélhetését a mezőgazdaság, a szőlő és olajbogyó termesztése biztosította. Ezen kívül főként kőbányászattal foglalkoztak. 1918-ban az új szerb-horvát-szlovén állam, majd később Jugoszlávia része lett. A háború után a szocialista Jugoszláviához tartozott. A település 1991 óta a független Horvátország része. 2011-ben a településnek 89 lakosa volt, akik főként mezőgazdasággal, állattenyésztéssel foglalkoztak.

## Népesség
| Lakosság változása | Lakosság változása | Lakosság változása | Lakosság változása | Lakosság változása | Lakosság változása | Lakosság változása | Lakosság változása | Lakosság változása | Lakosság változása | Lakosság változása | Lakosság változása | Lakosság változása | Lakosság változása | Lakosság változása | Lakosság változása |
| ------------------ | ------------------ | ------------------ | ------------------ | ------------------ | ------------------ | ------------------ | ------------------ | ------------------ | ------------------ | ------------------ | ------------------ | ------------------ | ------------------ | ------------------ | ------------------ |
| 1857               | 1869               | 1880               | 1890               | 1900               | 1910               | 1921               | 1931               | 1948               | 1953               | 1961               | 1971               | 1981               | 1991               | 2001               | 2011               |
| 204                | 271                | 296                | 366                | 450                | 391                | 0                  | 317                | 247                | 236                | 188                | 138                | 84                 | 103                | 96                 | 89                 |

(1921-ben lakosságát Nerežišćához számították.)

## Nevezetességei
- Szent Kozma és Damján vértanúk tiszteletére szentelt régi plébániatemploma[4] 1678-ban épült. A bejárat feletti felirat szerint Kuzma Žuvić építtette és úgy rendelkezett, hogy halála után örökösei viseljék a gondját. 1770-ig a mai plébániatemplom felépüléséig volt a település plébániatemploma. Egyszerű, egyhajós épület bejárata felett nyolcágú rózsaablakkal, felül egy harang számára kialakított harangtoronnyal.

- A szeplőtelen fogantatás tiszteletére szentelt mai plébániatemploma 1770-ben épült, 1904-ben meghosszabbították. A templomnak három oltára van, a főoltár Szűz Máriát ábrázoló képe ismeretlen mester alkotása. Harangtornyának építését A. Citteneo írja le "Meštar Ivan" azaz János mester című regényében.

- A falu feletti dombon a kőbánya közelében áll a Brač-sziget legnagyobb szélmalma. Egykor az egész sziget lakói ide jártak gabonát őrölni.

## Híres emberek
Itt született 1933. február 19-én Petar Šimunović nyelvész az egyetlen brači születésű akadémikus.